# Jurij Abramovič Golfand
Jurij Abramovič Golfand (10. ledna 1922 – 17. února 1994) byl rusko-izraelský fyzik narozený v Charkově, známý pro svou práci z roku 1971 v níž navrhl supersymetrii mezi bosony a fermiony rozšířením Poincarého algebry antikomutačními spinorovými generátory. Tato nová algebra se zazývá Super Poincarého algebra.
Golfand byl ovšem také refusenik, tedy ruský Žid, jemuž nebylo uděleno povolení vycestovat do Izraele. V roce 1973 byl vyhozen z práce na fyzikálním institutu v Moskvě, dva roky po zveřejnění své práce o supersymetrii. Povolení opustit Sovětský svaz získal až po 18 letech čekání v roce 1990. Poté působil v Izraeli. Zemřel v roce 1994 v Jeruzalémě.